# 天主教布魯里教區
天主教布魯里教區（拉丁語：Dioecesis Bururiensis）是布隆迪一個羅馬天主教教區，屬布瓊布拉總教區。
教區於1961年6月6日成立，管轄布魯里省和馬坎巴省。教區於2006年時有教友413,960人（佔轄區總人口42.8%）、二十個堂區和七十六名司鐸。
現任教區主教為薩維·尼西特勒特塞，榮休主教為韋南·巴齊諾尼。